# Lijst van premiers van de Nederlandse Antillen
Hieronder volgt een lijst van premiers van de Nederlandse Antillen:

## Interim-regeling (1949)
| Premier | Premier | Ambtstermijn | Partij |
| ------- | --- | ------------ | ------ |
|         | Moises Frumencio da Costa Gomez (1907–1966) Voorzitter van de Regeringsraad, een functie vergelijkbaar met die van premier na inwerkingtreding van het Statuut. | 1951-1954    | PNP    |

## Premiers van de Nederlandse Antillen (1949-2010)
| Premier | Premier                                     | Ambtstermijn                    | Partij |
| ------- | ------------------------------------------- | ------------------------------- | ------ |
|         | Efraïn Jonckheer (1917–1987)                | 1954-1968                       | DP     |
|         | Ciro Kroon (1916–2001)                      | 1968-1969                       | DP     |
|         | Gerald Sprockel (1919–1999)                 | 27 juni - 12 dec. 1969          |        |
|         | Ernesto Petronia (1916–1993)                | 1969-1971                       | PPA    |
|         | Ronchi Isa (1917–2005)                      | febr.-juni 1971                 | DP     |
|         | Otto Beaujon (1915–1984)                    | 1971-nov. 1972                  | DP     |
|         | Ronchi Isa (1917–2005)                      | nov. 1972-1973                  | DP     |
|         | Juancho Evertsz (1923–2008)                 | 1973-1977                       | PNP    |
|         | Lucina da Costa Gomez-Matheeuws (1929–2017) | okt. 1977                       | PNP    |
|         | Boy Rozendal (1928–2003)                    | 1977-1979                       | DP     |
|         | Miguel Pourier (1938–2013)                  | juli-dec. 1979                  | UPB    |
|         | Don Martina (1935–2024)                     | 1979-1984                       | MAN    |
|         | Maria Liberia-Peters (1941)                 | 1984-1986                       | PNP    |
|         | Don Martina (1935–2024)                     | 1986-1988                       | MAN    |
|         | Maria Liberia-Peters (1941)                 | 1988-1993                       | PNP    |
|         | Suzy Camelia-Römer (1959)                   | nov.-dec. 1993                  | PNP    |
|         | Alejandro Felippe Paula (1937–2018)         | dec. 1993 - maart 1994          | PNP    |
|         | Miguel Pourier (1938–2013)                  | 1994-1998                       | PAR    |
|         | Suzy Camelia-Römer (1959)                   | 1998-1999                       | PNP    |
|         | Miguel Pourier (1938–2013)                  | 1999-2002                       | PAR    |
|         | Etienne Ys (1962)                           | 2002-2003                       | PAR    |
|         | Ben Komproe (1942–2004)                     | juli-aug. 2003                  | FOL    |
|         | Mirna Louisa-Godett (1954)                  | 2003-2004                       | FOL    |
|         | Etienne Ys (1962)                           | 4 juni 2004 - 26 maart 2006     | PAR    |
|         | Emily de Jongh-Elhage (1946)                | 26 maart 2006 - 10 oktober 2010 | PAR    |

## Afkortingen
- NVP / PNP: Nationale Volkspartij / Partido Nashonal di Pueblo (christendemocratisch)
- DP: Democratische Partij (sociaaldemocratisch)
- WIPM: Windward Islands People's Movement (Volksbeweging van de Bovenwindse Eilanden; Saba, regionalistisch)
- UPD: Union Patriotiko Boneiriano (Patriottische Unie van Bonaire; christendemocratisch)
- MAN: Movimentu Antias Nobo (Beweging Nieuwe Antillen; sociaaldemocratisch)
- PAR: Partido Antiá Restrukturá (Partij voor een Geherstructureerde Antillen; sociaal christelijk)
- PPA: Partido Patriotico Arubano (Arubaans Patriottische Partij; Aruba)
- FOL: Frente Obrero i Liberashon 30 di Mei (Arbeidersfront en Bevrijding 30 mei; sociaaldemocratisch)
- PLKP: Partido Laboral Krusada Popular (Arbeiderspartij van de Kruistocht van het Volk; sociaaldemocratisch)